# Circuit de la région frontalière
Ne doit pas être confondu avec Circuit des régions frontalières ou Circuit des frontières.
Le Circuit de la région frontalière (ou Omloop der grensstreek en néerlandais), dit aussi Circuit des régions frontières est une course cycliste belge, disputée de 1969 à 1983 aux environs de Ledeghem (Ledegem).

## Palmarès
| Année | Vainqueur              | Deuxième               | Troisième             |
| ----- | ---------------------- | ---------------------- | --------------------- |
| 1969  | Rik Van Looy           | Victor Nuelant         | Urbain De Brauwer     |
| 1970  | Pol Mahieu             | Jean-Pierre Monseré    | Joop Zoetemelk        |
| 1971  | Jacques Mourioux       | Herman Vrijders        | Maurice Eyers         |
| 1972  | Ghislain Van Landeghem | Raphaël Van Bruwaene   | Herman Vanspringel    |
| 1973  | Noël Van Clooster      | Willy De Geest         | Freddy Maertens       |
| 1974  | Jos Jacobs             | Tino Tabak             | Piet van Katwijk      |
| 1975  | Luc Leman              | Gustaaf Van Roosbroeck | Herman Vrijders       |
| 1976  | Ludo Van Staeyen       | Freddy Maertens        | Walter Naegels        |
| 1977  | Eric Jacques           | Eric Van De Wiele      | Etienne Van der Helst |
| 1978  | Patrick Sercu          | Johnny De Nul          | Dirk Heirweg          |
| 1979  | Patrick Lefevere       | Herman Vanspringel     | Ferdi Van Den Haute   |
| 1980  | Jos Van De Poel        | Roger Rosiers          | Eric Van De Wiele     |
| 1981  | Roger De Vlaeminck     | Daniel Willems         | Alfons De Wolf        |
| 1982  | Dirk Heirweg           | Hans Langerijs         | Patrick Vermeulen     |
| 1983  | Luc Colijn             | Jos Van De Poel        | Johan van der Velde   |